# Igor Jechijeljewitsch Dsjaloschinski
Igor Jechijeljewitsch Dsjaloschinski, russisch Игорь Ехиельевич Дзялошинский, englische Transkription: Igor Ekhielevich Dzyaloshinskii oder Dzyaloshinsky (* 1. Februar 1931 in Moskau; † 14. Juli 2021) war ein russischer Physiker.

## Biographie
Dsjaloschinski machte 1953 seinen Abschluss an der Lomonossow-Universität und war dann am Institut für Physik der Russischen Akademie der Wissenschaften, wo er 1957 bei Lew Landau promoviert wurde (mit einer Arbeit über schwachen Ferromagnetismus). Er war einer der Gründungsmitglieder des Landau-Instituts für Theoretische Physik in Moskau. Ab 1992 war er Professor an der University of California, Irvine, zuletzt als Professor Emeritus.
Mit Alexei Alexejewitsch Abrikossow und Lew Petrowitsch Gorkow veröffentlichte er 1958 bis 1961 Jahre wichtige Arbeiten über die Anwendung von Methoden der Quantenfeldtheorie in der statistischen Physik (zum Beispiel Theorie der Supraleitung) und Vielteilchentheorie, worüber die drei auch ein bekanntes Lehrbuch schrieben, das 1961 auf Russisch und 1963 in englischer Übersetzung erschien. Weiter beschäftigte er sich mit magnetischen Phasenübergängen, Kristallisation und effektiv eindimensionalen Systemen der statistischen Mechanik. Dzyaloshinskii vermutete die Existenz von Phasenübergängen ohne Fixpunkte der Renormierungsgruppe. Er war an der Formulierung des Matsubara-Formalismus (Takeo Matsubara, 1955) in der Vielteilchentheorie beteiligt und wandte Diagramm-Methoden auf Transportprobleme bei endlicher Temperatur an.
1972 erhielt er den Lomonossow-Preis. 1974 wurde er korrespondierendes Mitglied der Sowjetischen Akademie der Wissenschaften. 1982 erhielt er den Rotbannerorden der Arbeit und 1984 den Sowjetischen Staatspreis. Ab 1996 war er Fellow der American Physical Society. 1989 erhielt er den Landau-Preis mit Gorkow und Abrikossow. Ab 1991 war er Mitglied der American Academy of Arts and Sciences und ab 2002 der American Association for the Advancement of Science.

## Schriften
- Abrikosov, Gorkov, Dzyaloshinskii „Quantum field theory methods in statistical physics“, Prentice Hall 1963, 2. Auflage Pergamon Press 1965, Neuauflage Dover 1977
- Gorkov, Abrikosov, Dzyaloshinski On the application of Quantum field theory methods to problems of quantum statistics at finite temperature, Sov.Phys.JETP, Bd. 9, 1959, S. 636 (JETP, Bd. 36, 1959, S. 900)